# Ramón Alfredo de la Cruz Baldera
Ramón Alfredo de la Cruz Baldera (San Francisco de Macorís, 5 de julio de 1961) es un sacerdote, obispo, filósofo y teólogo dominicano, que se desempeña como 4° obispo de San Francisco de Macorís.

## Biografía

### Primeros años y formación
Ramón Alfredo nació el 5 de julio de 1961, en San Francisco de Macorís, República Dominicana, en el matrimonio de: Luis María de la Cruz y Consuelo Baldera. Es el penúltimo de once hermanos.
Inició su formación primaria en su ciudad natal, y los terminó en la Escuela de las Gordas, Nagua.

## Sacerdocio
Fue ordenado sacerdote en Nagua, provincia de María Trinidad Sánchez en el año 1991. 
Es licenciado en Filosofía por la Pontificia Universidad Católica Madre y Maestra y doctor en Teología (área Pedagogía Religiosa) por la Universidad  Friedrich-Wilhelms de Bonn, Alemania. 
Obtuvo un máster internacional en Gestión Universitaria en la Universidad de Alcalá de Henares de España. 
Fue rector de la Universidad Católica Nordestana desde el 2009, donde previamente se había desempeñado como vicerrector (2005-2006) y ha sido uno de los principales precursores de esa casa de estudios superiores.
En el ejercicio sacerdotal ha desempeñado diversas funciones eclesiásticas, que ha alternado con su labor académica. A saber:  
- Vicario parroquial en la parroquia Santa Cruz, Cabrera, Nagua (1992-1995).

- Párroco de la parroquia San Pablo Apóstol, Los Rieles, San Francisco de Macorís (1995-1996).
- Formador en el Pontificio Seminario Mayor Santo Tomás de Aquino, en Santo Domingo (1996-2000).
- Párroco de la parroquia Universitaria Santa Teresa de Jesús, campus UCNE (1996-2000).
- Vicario auxiliar de la parroquia San Bartolomé, Gurabo, Santiago, R
- Rector regio Getsemani, para Centroamérica, México y el Caribe del Instituto de Sacerdotes Diocesanos de Schoenstatt y
- Párroco de la parroquia Universitaria Santa Teresa de Jesús, San Francisco de Macorís (2006-2008).

Se desempeñó además, como presidente de la Asociación Dominicana de Rectores de Universidades de 2013 al 2015.
Hasta el momento de su nombramiento por el papa Francisco, se desempeñaba como rector magnífico de la Pontificia Universidad Católica Madre y Maestra desde el 15 de enero de 2015.  Ha realizado diversas funciones en el sector superior como profesor y decano en varias instituciones y en el Seminario Pontificio Santo Tomás de Aquino.

## Episcopado

### Obispo de San Francisco de Macorís
El 15 de mayo de 2021 el papa Francisco aceptó la renuncia de monseñor Fausto Ramón Mejía Vallejo al oficio de obispo de la diócesis de San Francisco de Macorís y nombró como su sucesor a Ramón Alfredo de la Cruz Baldera, del clero de la misma diócesis.
Fue ordenado obispo el 24 de julio de 2021 en el bajo techo del Estadio Julián Javier de San Francisco de Macorís, por su antecesor Fausto Ramón Mejía Vallejo que actuó como ordenante principal junto a los demás obispos de la Conferencia del Episcopado Dominicano.

## Publicaciones
Mons. Alfredo de la Cruz Baldera ha escrito en varias publicaciones de carácter científico y social a nivel de educación superior por su ardua labor; entre estas se encuentran:
- 2003 – El Nuevo Humanismo Cristiano y la Educación Superior. Ciencia y Humanismo, 1, 65-68.
- 2005 – La Educación en Valores. Revista de Ciencia y Tecnología. SEESCYT.
- 2008 – El currículo de la PUCMM y la educación de la conciencia social a la luz de la Encíclica Mater et Magister. Cuadernos de Pedagogía Universitaria, 9, 19-22.
- 2010 – El Aspecto Religioso en la Nueva Constitución Dominicana. Gaceta Universitaria, 1, 77-83.
- 2011 – La Urgencia de una Nueva Educación Cristiana en el Contexto Latinoamericano. Ciencia y Humanismo, 1, 145-153.